# Eloy Alfaro
Eloy Alfaro Delgado (Montecristi, 25 giugno 1842 – Quito, 28 gennaio 1912) è stato un politico ecuadoriano, Presidente dell'Ecuador dal 1895 al 1901 e dal 1906 al 1911.

## Biografia
Divenne uno dei più forti oppositori del pro-cattolico conservatore e presidente Gabriel García Moreno. Per aver avuto un ruolo centrale nella rivoluzione liberale del 1895 e per aver combattuto il conservatorismo per quasi 30 anni, è conosciuto come il Viejo Luchador (vecchio lottatore).
Il suo operato è stato particolarmente importante per l'unità nazionale e l'integrità dei confini dell'Ecuador, per la modernizzazione della società ecuadoriana, attraverso l'introduzione di nuove idee, per l'educazione, e per i sistemi di trasporto pubblico e di comunicazione. Ha completato l'opera ingegneristica della ferrovia Transandina che collega Guayaquil a Quito. Il Collegio militare ecuadoriano dell'esercito porta il suo nome, così come la nave ammiraglia della marina dell'Ecuador, inoltre, istituì la libertà di parola e il laicismo. La sua effigie è apparsa sulla moneta ecuadoriana da 50 centesimi emessa nel 2000.
Dopo la fine del suo mandato, durante la presidenza di Emilio Carmona fu esiliato a Panama per aver criticato e organizzato rivolte contro il governo; tornato in Ecuador il 4 gennaio 1912 per cercare un dialogo con il governo, fu incarcerato dal generale Gutiérrez. Pochi giorni dopo, il 28 gennaio, una folla di stampo cattolico-conservatore contraria alle idee trasformiste di Alfaro, prelevò lui e il suo gruppo e con un atto di feroce barbarie lo massacrò dando poi fuoco al suo corpo.
Fu membro della massoneria.
Ad oltre un secolo dalla sua morte, Eloy Alfaro è ancora considerato uno dei più influenti personaggi della storia ecuadoriana. In suo nome opera il gruppo semi-clandestino ¡Alfaro Vive, Carajo!.

## Onorificenze
Come Presidente dell'Ecuador: